# Hajfa Chof ha-Karmel
Hajfa Chof ha-Karmel (hebr.: חיפה חוף הכרמל) – jedna ze stacji kolejowych w Hajfie, w Izraelu. Jest obsługiwana przez Rakewet Jisra’el.
Stacja znajduje się w południowo-zachodniej części miasta Hajfa. Przy stacji jest dworzec autobusowy Chof ha-Karmel oraz dwa centra handlowe. Dworzec jest przystosowany dla osób niepełnosprawnych.

## Połączenia
Pociągi z Hajfy jadą do Naharijji, Tel Awiwu, Lod, Modi’in, Rechowot, Aszkelonu i Beer Szewy.